# Mauro Bianchi
Mauro Bianchi (Milano, 31 luglio 1937) è un pilota automobilistico italiano naturalizzato francese che correva con licenza belga, vincitore della 500 chilometri del Nürburgring 1965 con suo fratello Lucien e del Gran Premio di Macao nel 1966, nonché partecipante a sei edizioni della 24 ore di Le Mans nel 1962, 1964, 1965, 1966, 1967 e 1968.

## Biografia

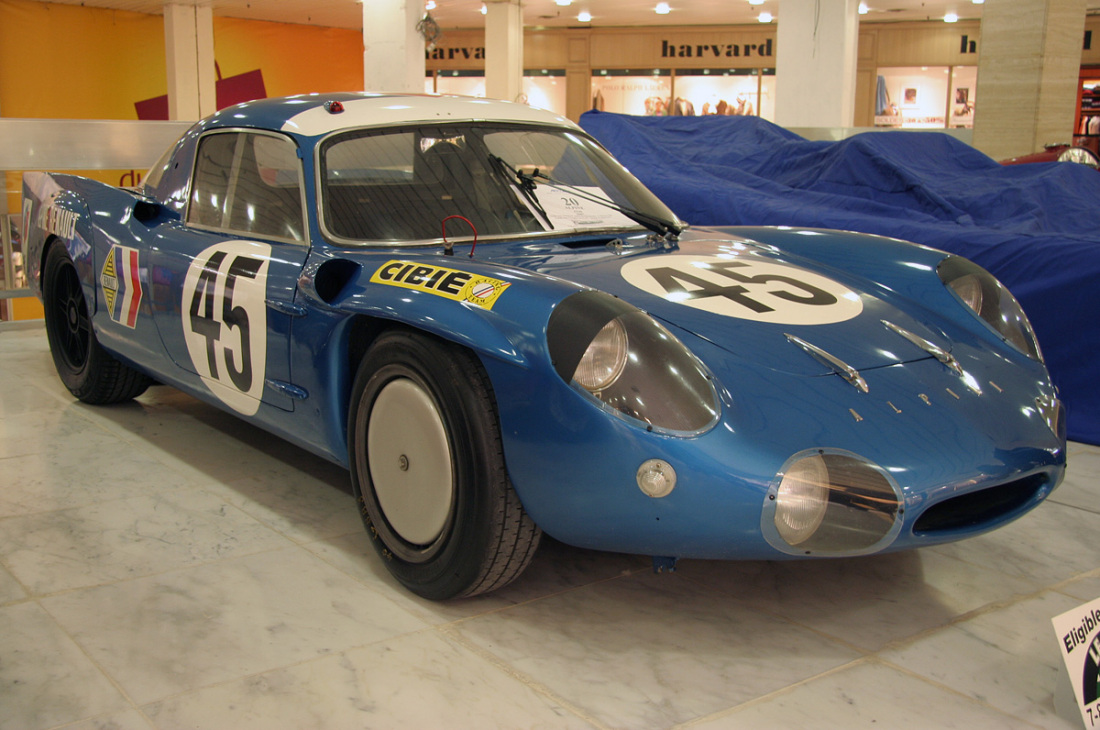
Alpine A210 usata da Bianchi a Le Mans 1967

Fratello minore di Lucien Bianchi, morto durante i test per la 24 Ore di Le Mans del 1969 e nonno di Jules Bianchi, anch'egli pilota deceduto nel 2015 a seguito di un incidente nel Gran Premio del Giappone di Formula 1 del 2014.
Originaria di Milano, la famiglia Bianchi lasciò l'Italia nel 1950 perché il padre di Lucien lavorava come meccanico per il pilota belga Johnny Claes. Quest'ultimo ha permesso a Lucien di muovere i primi passi nel motorsport.
Mauro Bianchi è entrato a far parte del giovane team Alpine nel 1964, con il quale corse in diverse categorie tra cui Formula 3, Formula 2 ed endurance.
Durante la 24 Ore di Le Mans del 1968 fu vittima di un gravissimo incidente. A seguito dell'incidente mortale di suo fratello a Le Mans nel 1969, abbandonò la carriera sportiva.
Successivamente è stato ingegnere e collaudatore per il marchio Venturi.

## Palmarès
- 500 chilometri del Nürburgring 1965[2][3]
- Gran Premio di Macao 1966[4]